# Pansarbrytande pilspets

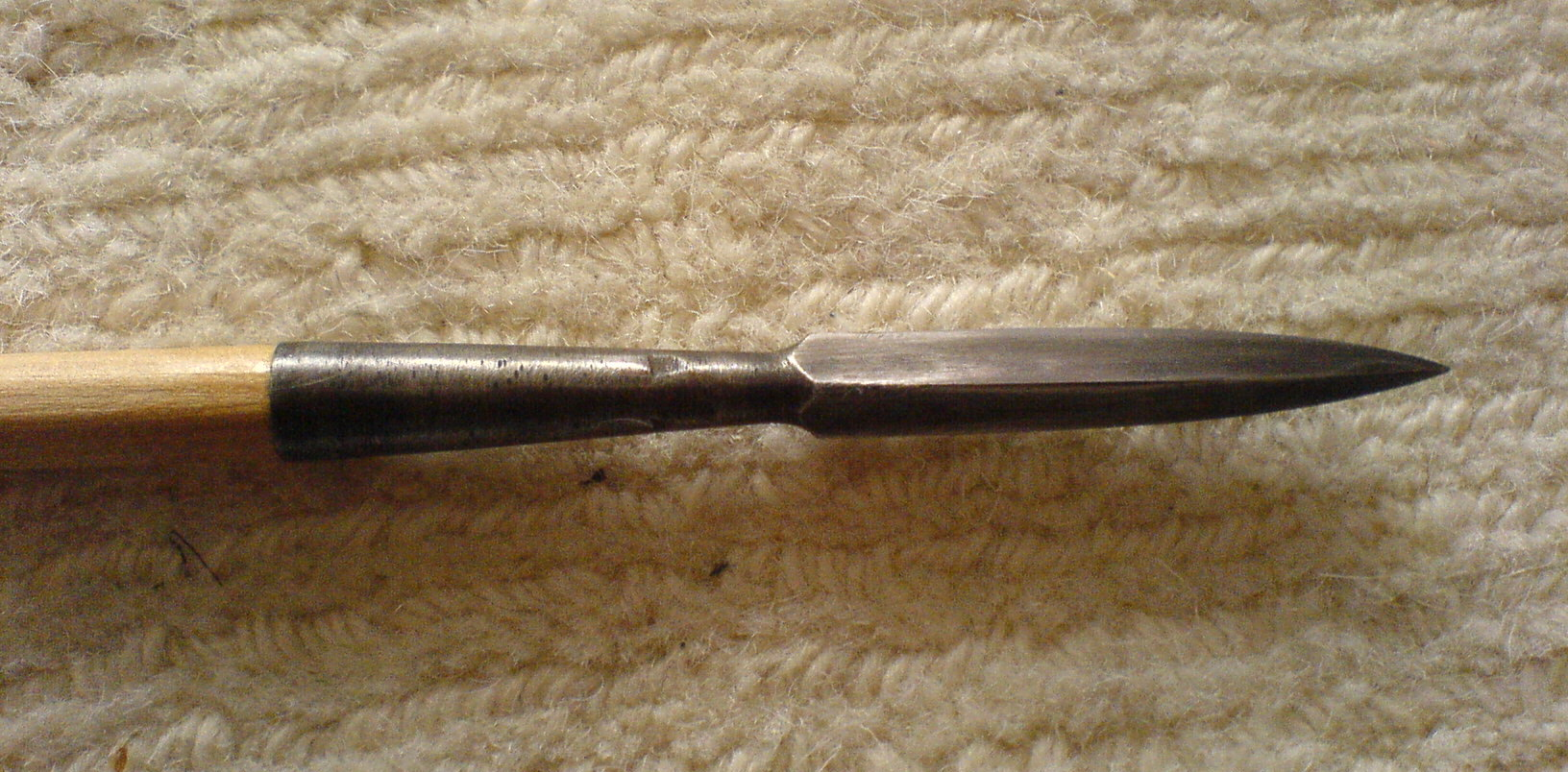
Bodkin.

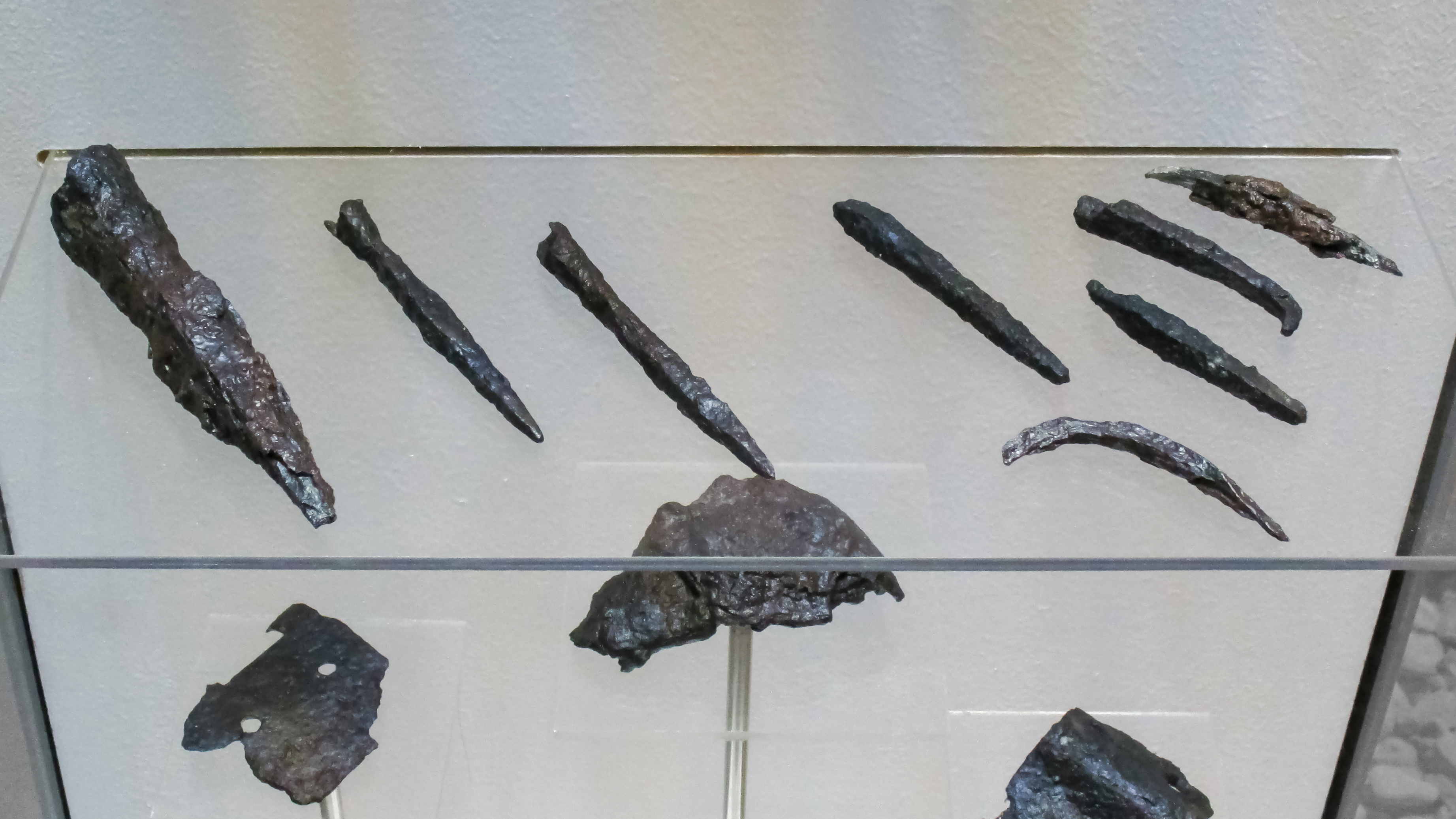
Medeltida pilspetsar från danska invasionen av Gotland 1361, i en monter på Gotlands museum. Ett par av spetsarna har böjts när de träffade sina mål.

Pansarbrytande pilspets, ibland bodkinspets (av engelska: bodkin tip, ”sylspets”), är en pilspets som förmår att genomtränga pansar av olika slag. Spetsen är smal och flereggad, vanligtvis treeggad eller fyreggad, ursprungligen tänkt att knäcka upp ringarna hos ringpansar, men även ge bra genomträngningsförmåga mot tygpansar (stoppning), och om möjligt bräcka plåtpansar.

## Begreppet bodkin
Bodkin, ursprungligen ett medelengelskt ord (medelengelska: bodkin, bodekin) av oklar etymologi, är till stor del populariserat av William Shakespeare i pjäsen Hamlet i monologen ”att vara eller inte vara” och menar då att bodkin är en stilettliknande dolk.